# Криница (пивоваренный завод)
ОАО «Криница» (бел. ААТ «Крыніца») — белорусская пивоваренная компания в Минске. Крупнейшее предприятие в белорусской пивоваренной отрасли.

## История
История пивоваренной компании «Криница» начинается с 1975 года, когда на заводе было произведено первое пиво. Первоначальное название — Минский пивзавод № 2.
В 1986 году производственное объединение «Минскпивпром» переименовано в «Криницу».
В 1992 году производственное объединение «Криница» становится арендным предприятием.
В 2001 году арендное предприятие «Криница» преобразовано в Открытое акционерное общество.
В 2003 году принята государственная программа развития пивоваренной отрасли республики. Государство передает ОАО «Криница» в доверительное управление ОАО «Приорбанк». Предприятие при активной поддержке государства и ОАО «Приорбанк» успешно завершает первый этап реконструкции. Государству принадлежат 82,1 % акций предприятия.
В 2006 году внедрение на предприятии системы менеджмента качества в соответствии с требованиями СТБ ИСО 9001-2001. В состав ОАО «Криница» входит ОАО «Полоцкое пиво» и становится филиалом ОАО «Криница» «Полоцкое пиво».
В 2007 году открыто представительство ООО «Криница БелТрэйд» в г. Смоленске Российской Федерации. Экспортные поставки составили более 300 тыс. декалитров.
В апреле 2008 года завершен второй этап реконструкции предприятия. Производственные мощности предприятия увеличены на 3 млн декалитров и позволяют выпускать до 20 млн декалитров в год.
В апреле 2010 года завершена реконструкция предприятия, благодаря которой мощности предприятия увеличились с 18 млн до 24 млн дал пива в год.
В 2012 году ОАО «Полоцкое пиво» перешло в состав ОАО «Белсолод».
С мая 2013 года начат розлив пива в ПЭТ с использованием технологии Amosorb.
В 2014 году ОАО «Криница» начинает активное сотрудничество с торговыми сетями по производству пива собственных торговых марок (СТМ). Компания начала оказывать услуги по розливу пива в алюминиевую банку объёмом 0,5 л.

#### 2015 год
ОАО «Криница» отпраздновало свой сорокалетний юбилей.

#### 2016 год
Пивоваренная компания «Криница» презентовала новую флагманскую линейку своей продукции и ребрендинг самой компании.

## Производство
Доля ОАО «Криница» в общем объёме производства пива в Республике Беларусь:
- в 2006 г. — 39,8 %;
- в 2007 г. — 39,8 %;
- в 2008 г. — 38,4 %;
- в 2011 г. — 23,1 %;
- в 2012 г. — 19,6 %;
- в 2013 г. — 16,6 %;
- в 2014 г.- 18,3 %.

## Продукция
Компания «Криница» — крупнейшее предприятие пивоваренной отрасли в Беларуси. С 1975 года «Криница» выпускает пиво, квас, безалкогольные напитки и пищевые концентраты. Пиво и квас компании экспортируются в 13 стран на 4 континента. В портфеле компании 10 брендов пива (Крыніца, KULT, Porter 8/20, Пивная карта, Жигулевское Особое, Александрия).
Одним из направлений специализации компании является производство квасов под брендами «Лето 988» и «Старажытны».
Предприятие также занимается выпуском сухих пищевых концентратов: напиток сухой гранулированный «Цевита», быстрорастворимое какао, желе, кисели.
На производственном участке в г. Несвиж производятся безалкогольные напитки: «Дюшес», «Буратино», «Крем-сода», «Лимонад», «Барбарисовый аромат».
ОАО «Криница» ежегодно представляет новую продукцию, в которой сочетаются мировые технологии производства, оригинальная рецептура, натуральные ингредиенты и белорусские традиции. В 2014 году компания начала производство светлого легкого лагера URBAN BEER, безалкогольного пива Александрия Безалкогольное, расширила линейку бренда Stara Pivnice темным сортом — Stara Pivnice Cerne, а также начала розлив кваса «Лето 988» в стеклянную бутылку 0,33 л и алюминиевую банку объёмом 0,5л.
В 2019 году был проведен ребрендинг линейки «Пивная Карта». К постоянному сорту «Пивная Карта. APA» с марта 2019 года добавился сорт «Пивная Карта. MaltOl Pale Ale», который был сварен в коллаборации с поставщиком охлажденной рыбы и морепродуктов John Dory.

## Награды
Продукция пивоваренной компании «Криница» ежегодно принимает активное участие в международных и республиканских дегустационных конкурсах.
В 2014 году продукты компании получили следующие награды и дипломы:
- Дегустационный конкурс «Лучший продукт-2014» в рамках 21-й международной выставки продовольствия «ПРОДЭКСПО-2014», Москва (Россия)

Пиво Porter — серебряная медаль;
Пиво Stara Pivnice — серебряная медаль
- Международная выставка WorldFood Warsaw «Продукты питания, напитки и оборудование для пищевой промышленности», Варшава (Польша)

Пиво Kult — специальный приз
- Конкурс SuperiorTasteAward-2014, г. Брюссель (Бельгия)

Пиво Крыніца Porter — 2 золотых звезды
Пиво Stara Pivnice — 2 золотых звезды
Международный дегустационный конкурс International Beer Challenge 2014, Лондон (Великобритания)
Крыніца Светлае — бронзовая медаль
Urban Beer — бронзовая медаль
2015 год:
Дегустационный конкурс «Лучший продукт-2015», в рамках 22-й международной выставки продовольствия «ПРОДЭКСПО-2014», Москва (Россия) 
Пиво светлое пшеничное «Kult» — золотая медаль;
Пиво светлое «Stara Pivnice Svetle» — золотая медаль
Профессиональный дегустационный конкурс «MEININGERS INTERNATIONAL CRAFT BEER-2015», Нойнберг (Германия)
Пиво «Александрия» — серебряная медаль в категории Experimental Style
2016 год
Meiningers International Craft Beer Award Германии (Нойштадт).
Пиво Kult производства компании «Криница» завоевало золотую медаль на ежегодном международном конкурсе Meiningers International Craft Beer Award, который проходил в Германии (Нойштадт).
The International Taste & Quality Institute — iTQi, Brussels
Porter 8/20 производства компании «Криница» получил 3 золотые звезды за «Превосходный вкус» на Международном конкурсе Института вкуса и качества в Бельгии (The International Taste & Quality Institute — iTQi, Brussels).
The International Taste & Quality Institute — iTQi, Brussels
KULT Weissbier и KULT Weissbier Dunkel завоевал 2 золотые звезды за «Превосходный вкус» на Международном конкурсе Института вкуса и качества в Бельгии (The International Taste & Quality Institute — iTQi, Brussels).